# Ryōta Kobayashi
Ryōta Kobayashi (japanisch 小林 亮太 Kobayashi Ryōta; * 22. Juni 1988 in Takasaki) ist ein ehemaliger japanischer Fußballspieler.

## Karriere
Kobayashi erlernte das Fußballspielen in der Schulmannschaft der Takasaki City University of Economics High School. Seinen ersten Vertrag unterschrieb er 2007 bei Thespa Kusatsu. Der Verein spielte in der zweithöchsten Liga des Landes, der J2 League. Im Mai 2007 wurde er an den Ohara JaSRA ausgeliehen. Im Juli 2007 kehrte er zu Thespa Kusatsu zurück. Im Juli 2008 wurde er an den Albirex Niigata (Singapur) ausgeliehen. 2010 kehrte er zu Thespa Kusatsu zurück. 2011 wechselte er zum Drittligisten Arte Takasaki. 2012 wechselte er zu Grulla Morioka. Am Ende der Saison 2013 stieg der Verein in die J3 League auf. Ende 2016 beendete er seine Karriere als Fußballspieler.